# Hetz
Hetz ('Pijl', tevens een afkorting van het Hebreeuwse Hilonit Tsionit, החילונית ציונית, Nederlands: Seculier Zionistisch) was een Israëlische, seculiere, zionistische en 'antiklerikale' partij. Hetz was een afscheiding van Shinui en voorstander van een vrije markteconomie.
Tijdens het partijcongres van januari 2006 werd Avraham Poraz, grondlegger van Shinui niet herkozen als vicevoorzitter van Shinui. Daar kwam bij dat tegenstanders van Tommy Lapid, voorzitter van Shinui en de man die de partij groot had gemaakt, in het bestuur werden gekozen. Lapid werd echter nog wel met kleine meerderheid (53%) als partijvoorzitter herkozen. Poraz en aanhangers stapten uit de partij en richten later Hetz ('Pijl'). Op 25 januari 2006 verliet Lapid ook Shinui en verklaarde dat Shinui niet waardig was om te leiden. Bij de verkiezingen van 2006 wist Hetz geen zetels te bemachtigen. Na deze verkiezingen deed de partij niet meer mee aan de parlementsverkiezingen.
Hetz werd in 2012 overgenomen door Tzipi Livni, de voormalige partijleider van Kadima die Hetz gebruikte om eind 2012 Hatnua mee op te richten. Zo werd het banksaldo van Hetz ten bedrage van 1,8 miljoen sjekel overgeheveld naar Hatnuah.
| Zetelverdeling               |
| 2006: 11 (splinterfractie)   |
| 2006: 0 (na de verkiezingen) |